# Атабе
Атабе (груз. ატაბე) — село в Грузії.
За даними перепису населення 2014 року в селі проживає 3 особи.